# Radeløv-ordenen
Radeløv-ordenen (Aspleniales) er monotypisk og har kun én familie, den nedennævnte. Arterne er forholdsvist små bregner med sporehuse, som danner brune striber langs bladranden.
Iflg ITIS bør familier i denne orden dog tilskrives Engelsød-ordenen (Polypodiales).
| Familier |

- Radeløv-familien (Aspleniaceae)